# Federal Records
Federal Records est un label discographique américain, anciennement basé à Cincinnati, dans l'Ohio, filiale de King Records. 

## Histoire
Federal Records est fondé en 1950 à Cincinnati, par le label King Records. Le label produit des disques de rhythm and blues, notamment des groupes vocaux de doo-wop. Les producteurs sont Johnny Otis et Ralph Bass. La société a également publié des enregistrements hillbilly et rockabilly à partir de 1951, par exemple Rockin' and Rollin de Ramblin' Tommy Scott sur Federal 10003. Les singles ont été publiés à la fois sur 45 et 78 tours.
Federal a publié des classiques tels que Sixty Minute Man et Have Mercy Baby des Dominoes, ainsi que Work With Me, Annie des Midnighters, immédiatement contesté par la Commission fédérale des communications (FCC), mais qui est devenu un énorme succès.
James Brown était en tournée avec The Famous Flames lorsqu'ils sont signés par Federal en 1956. Le premier single du groupe, Please, Please, Please, est un succès régional et se vend à un million d'exemplaires.
Entre 1962 et 1965, Freddie King, l'un des trois « rois » du blues (Freddie, B.B. et Albert), publie une série d'albums, essentiellement instrumentaux, pour Federal.
Johnny « Guitar » Watson est un autre artiste de Federal Records.

## Artistes
Les principaux artistes du label sont :
- Hank Ballard and the Midnighters
- James Brown
- Lil Greenwood
- Esther Phillips (Little Esther)
- Billy Ward and the Dominoes
- H-Bomb Ferguson